# Бранко Облак
Бранко Облак (словен. Branko Oblak), * 27 травня 1947, Любляна, СФРЮ) — словенський футбольний тренер, у минулому — югославський футболіст, півзахисник, відомий виступами за низку європейських клубів та національну збірну Югославії.
Лауреат Ювілейної нагороди УЄФА як найвидатніший футболіст 50-річчя (1954–2003) Словенії.

## Кар'єра футболіста

### Клубна кар'єра
Розпочав дорослу футбольну кар'єру в сезоні 1965-66 виступами за люблянську «Олімпію». Досить швидко став ключовим гравцем півзахисту команди, відзначався непоганою результативністю. Відіграв в Любляні 8 сезонів і вже досвідченим гравцем перейшов у 1973 році до однієї з провідних команд чемпіонату Югославії, сплітського «Хайдука». У складі цієї команди провів 2 сезони, ставши за цей час дворазовим чемпіоном країни.
1975 року перебрався до ФРН, де спочатку 2 сезони відіграв у складі команди клубу «Шальке 04», а з 1977 року захищав кольори мюнхенської «Баварії». До «Баварії» перейшов у статусі срібного призера німецької першості, а разом з мюнхенською командою додав до переліку своїх трофеїв й «золото» Бундесліги сезону 1979-80.
Після цього тріумфу 1980 року фактично завершив виступи на найвищому футбольному рівні, хоча згодом ще до 1987 року грав за нижчолігові та аматорські команди в Австрії.

### Виступи за збірну
З 1970 року почав залучатися до складу національної збірної Югославії, в якій дебютував 6 травня 1970 у товариській грі проти команди Румунії.
Брав участь у фінальному турнірі чемпіонату світу 1974 року, на якому югослави дійшли до другого групового етапу. На цьому турнірі Облак виходив на поле у 5 з 6 матчів збірної, відзначився забитим голом у грі першого групового етапу проти збірної Заїру.
За два роки, у 1976, був учасником домашнього для югославів чемпіонату Європи, на якому збірна СФРЮ посіла четверте місце. На той час формат фінальної частини континентальної першості передбачав турнір за участю чотирьох збірних, Облак зіграв в обох матчах команди — півфінальному та грі за третє місце, в обох з яких югослави поступилися у додатковий час.
Протягом своєї кар'єри у збірній, яка тривала до 1977 року, провів 46 офіційних матчів у її складі, відзначився 6 забитими голами.
| 1. | 1 вересня 1971    | Угорщина           | Угорщина          | 2-1 | поразка  | товариська               |
| 2. | 22 вересня 1971   | Югославія          | Мексика           | 4-0 | перемога | товариська               |
| 3. | 5 червня 1974     | Югославія          | Англія            | 1-1 | нічия    | товариська               |
| 4. | 18 червня 1974    | Гельзенкірхен, ФРН | Заїр              | 9-0 | перемога | фінальний турнір ЧС 1974 |
| 5. | 15 жовтня 1975    | Югославія          | Швеція            | 3-0 | перемога | відбір до ЧЄ 1976        |
| 6. | 19 листопада 1975 | Югославія          | Північна Ірландія | 1-0 | перемога | відбір до ЧЄ 1976        |

## Тренерська кар'єра
Тренерську роботу розпочав 1994 року у клубі «Олімпія» (Любляна), з яким було пов'язано значну частину його ігрової кар'єри. 1995 року здобув з командою титул чемпіонів Словенії, однак того ж року перейшов до тренерського штабу іншої словенської команди, «Копера». Згодом неодноразово повертався на тренерський місток «Олімпії», останнього разу у 2009.
2004 року очолював молодіжну збірну Словенії, того ж року розпочав роботу з національною збірною країни, тренерський штаб якої очолював до звільнення 27 листопада 2006.

## Досягнення та нагороди

### Як гравця
- Чемпіон Югославії (2): 1974, 1975
- Володар Кубка Югославії (4): 1974
- Чемпіон Німеччини: 1980
- Найвидатніший футболіст 50-річчя (1954—2003) Словенії

### Як тренера
- Чемпіон Словенії: 1995